# Actinopus
Actinopus là một chi nhện trong họ Actinopodidae.

## Các loài
- Actinopus caraiba (Simon, 1889) (Venezuela)
- Actinopus ceciliae Mello-Leitão, 1931 (Brazil)
- Actinopus crassipes (Keyserling, 1891) (Brazil, Paraguay, Argentina)
- Actinopus cucutaensis Mello-Leitão, 1941 (Colombia)
- Actinopus dubiomaculatus Mello-Leitão, 1923 (Brazil)
- Actinopus echinus Mello-Leitão, 1949 (Brazil)
- Actinopus fractus Mello-Leitão, 1920 (Brazil)
- Actinopus harti Pocock, 1895 (Trinidad)
- Actinopus insignis (Holmberg, 1881) (Argentina)
- Actinopus liodon (Ausserer, 1875) (Uruguay)
- Actinopus longipalpis C. L. Koch, 1842 (Uruguay)
- Actinopus nattereri (Doleschall, 1871) (Brazil)
- Actinopus nigripes (Lucas, 1834) (Brazil)
- Actinopus paranensis Mello-Leitão, 1920 (Argentina)
- Actinopus pertyi Lucas, 1843 (South America)
- Actinopus piceus (Ausserer, 1871) (Brazil)
- Actinopus princeps Chamberlin, 1917 (Brazil)
- Actinopus pusillus Mello-Leitão, 1920 (Brazil)
- Actinopus robustus (O. P.-Cambridge, 1892) (Panama)
- Actinopus rojasi (Simon, 1889) (Venezuela)
- Actinopus rufibarbis Mello-Leitão, 1930 (Brazil)
- Actinopus rufipes (Lucas, 1834) (Brazil)
- Actinopus scalops (Simon, 1889) (Venezuela)
- Actinopus tarsalis Perty, 1833 (Brazil, Uruguay)
- Actinopus trinotatus Mello-Leitão, 1938 (Brazil)
- Actinopus valencianus (Simon, 1889) (Venezuela)
- Actinopus wallacei F. O. P.-Cambridge, 1896 (Brazil, Bolivia)
- Actinopus xenus Chamberlin, 1917 (South America)